# 栄倉麻桍
栄倉 麻桍（さかくら あこ、1982年11月22日 - ）は日本のタレント、MC、ラジオDJ、セレブリティインタビュアー。ミス・ユニバース・ジャパン2007年大会のファイナリスト。身長165cm、神奈川県出身。
旧芸名は、小泉 亜子（こいずみ あこ、結婚前）、坂倉 アコ（さかくら アコ）、AKO（アコ）。

## 人物
横浜市内にある英会話学校NOVAに通った後、神奈川県の私立女子高を卒業、米カリフォルニアに約5年間留学し、カレッジを卒業。リポーターになることを目指し、ブロードキャスティングを学ぶ。
2007年ミス・ユニバース・ジャパンファイナリストに選ばれた後は、ハイタイドに所属し、海外スターにインタビューする様子などを自身のブログに掲載していた。現在も変わらずFOXインターナショナル・チャンネルズで放送中の番組 FOX BACKSTAGE PASS にて、アンジョリーナ・ジョリー、ブラッド・ピット、トム・クルーズそしてキアヌ・リーブスなど数多くのハリウッドスターにインタビューしており、また女優としても活動している。
2007年のF1レッドブル・レーシングフォーミュラウナのベストウナに選ばれ、日本代表として最終戦のブラジルGPに招待された。
2010年、ラッパーのSPHERE（坂倉友之）と結婚し、長男をもうける。独身時代の小泉亜子から坂倉アコへと芸名を変更してタレント活動を継続。
2015年4月より、J-WAVEの午後の帯番組、ACOUSTIC COUNTY（月曜日 - 木曜日）のナビゲーターを担当。
2016年、ラッパーのSPHERE（坂倉友之）と離婚。その事情から、一時期は芸名をAKOとしていた。離婚後も旧姓ではなく、坂倉を名乗る。
2017年4月より、WEBマガジンフィナムの編集長小牟田亮とともに、J-WAVE「Jeep CREATIVE GARAGE」（毎月の最終日曜 22:00-22:54）のナビゲーターを担当。

## 出演
- FOX INTERNATIONAL CHANNELS, "FOX Backstage pass"

　番組ホスト, （2008年12月 - 現在）
- NHK world,  "TOKYO EYE"  （2009年9月 - 現在）

### 舞台
- Juliet （2007年12月13日 - 17日）

### 映画
- It's all good directed by Norman England

### ラジオ
- Nack5, "F1 express"
- F1 Pit-FM,
- ACOUSTIC COUNTY　(J-WAVE、2015年4月1日 - 2017年3月30日)
- Jeep CREATIVE GARAGE（J-WAVE、2017年4月30日 -）
- HITS! THE TOWN （FM NACK5、2008年5月10日）
- DIG UP!（J-WAVE、2023年4月24日 -）